# Кальво Куэльяр, Мариано Энрике
Мариано Энрике Кальво Куэльяр (1782—1842) — боливийский государственный деятель, в течение непродолжительного срока в 1841 году занимал пост президента страны. Также занимал должность вице-президента во время правления Андреса де Санта-Круса в 1835—1839 годах.

## Биография
По образованию — юрист. Был убежденным роялистом, возглавлял колониальную ассамблею в 1818 году. Впоследствии он перешёл на противоположную сторону и проявил себя преданным соратником революционера Санта-Круса в середине 1830-х. Во времена пребывания последнего на посту президента сделал политическую карьеру, дослужившись до должности министра иностранных дел. Затем Куэльяр стал вице-президентом боливийской части Конфедерации Перу и Боливии, снова под руководством Санта-Круса, который одновременно был президентом и Боливии, и Верховным правителем конфедерации в Лиме. Таким образом большая часть повседневных дел Боливии перешла в компетенцию Кальво.
После отставки Себастьяна Агреды 1841 было созвано Конгресс. Собрание стремилось вернуть страну к конституционным нормам, поэтому предложили временно возглавить власть в стране Кальво как последнему вице-президенту Боливии. Таким образом Кальво считают первым гражданским президентом Боливии. Впрочем, он имел проблемы с управлением страной, несмотря на противоречия между военными и деятелями, ориентированными на Санта-Круса. Страна находилась на грани гражданской войны. В результате противостояния к власти пришёл Хосе Бальивиан.